# Ушбулак (Курчумский район)
Ушбулак (каз. Үшбұлақ, до 1992 г. — Пугачёво) — село в Куршимском районе Восточно-Казахстанской области Казахстана. Входит в состав Маралдинского сельского округа. Код КАТО — 635257500.

## Население
В 1999 году население села составляло 876 человек (453 мужчины и 423 женщины). По данным переписи 2009 года, в селе проживало 538 человек (283 мужчины и 255 женщин).